# Thanh niên Cộng hòa (Việt Nam Cộng hòa)
Thanh niên Cộng hòa là một tổ chức chính trị, bán vũ trang được chính quyền Đệ nhất Cộng hòa thành lập vào ngày 26 tháng 10 năm 1956 với mục đích đối trọng với Đoàn Thanh niên Lao động Việt Nam của chính quyền Việt Nam Dân chủ Cộng hòa.

## Mục tiêu, vai trò
Thanh niên Cộng hòa là "hiến binh của chế độ", có nhiệm vụ "bảo vệ hiến pháp, bảo vệ chủ nghĩa nhân vị". Theo Tổng thống Ngô Đình Diệm, tổ chức này đóng vai trò rất quan trọng trong việc triển khai các chủ trương như "tăng cường an ninh", "tăng cường quân số", "cải tổ chính phủ". Các thanh niên gia nhập tổ chức này sẽ được tập luyện quân sự nhằm tăng cường cho lực lượng bảo an, từ đó đưa vào lực lượng chính quy.

## Lực lượng
Tính đến năm 1959, Thanh niên Cộng hòa có 335.451 đoàn viên.

## Tổ chức
Thanh niên Cộng hòa được tổ chức chặt chẽ theo các cấp:
- Tại các tỉnh: gồm các xã đoàn.
- Tại các thành phố: gồm các khu đoàn.
- Tại đô thành Sài Gòn: gồm các phường đoàn.
- Tổng đoàn bộ: thuộc cấp trung ương.

Tại các xã (phường, khu đặc biệt), đơn vị lãnh đạo bao gồm một đoàn phó, một đoàn trưởng, một hội đồng chỉ đạo. Đứng đầu các tỉnh, quận là một thủ lĩnh, hai phó thủ lĩnh và một hội đồng chỉ đạo, riêng ở cấp trung ương có một tổng thủ lĩnh, ba thủ lĩnh đặc biệt.
Ở các tỉnh, chính quyền Việt Nam Cộng hòa lập ra chức "thanh tra thanh niên" nhằm huấn luyện quân sự cho tổ chức này.